# Fédération du Costa Rica de football
La Fédération du Costa Rica de football (Federación Costarricense de Fútbol (es) FEDEFUTBOL) est une association regroupant les clubs de football du Costa Rica et organisant les compétitions nationales et les matchs internationaux de la sélection du Costa Rica.
La fédération nationale du Costa Rica est fondée en 1921. Elle est affiliée à la FIFA depuis 1927 et est membre de la CONCACAF.

## Histoire

Logo de la fédération jusqu'en 2021.